# Ouled Ammar
Pour les articles homonymes, voir Ammar.
Ouled Ammar est une commune de la wilaya de Batna en Algérie.

## Géographie

### Situation
Le territoire de la commune d'Ouled Ammar se situe à l'ouest de la wilaya de Batna.
| Belaiba (Wilaya de M'Sila) | Belaiba (Wilaya de M'Sila) | Djezzar |
| Abdelkader Azil            | Ouled Ammar                | Djezzar |
| Abdelkader Azil            | Barika                     | Barika  |

### Localités de la commune
La commune d'Ouled Ammar est composée de 18 localités :
- El Harrachi
- Ghouaref
- H'Sana
- H'Zazfa
- Kriche
- N'Babta
- Ouled Ahmed Ben Amar
- Ouled Ammar
- Ouled El Hadj
- Ouled Khenfar
- Ouled M'Hamed
- Ouled Naili
- Ouled Rabah
- Ouled Sidi Ghanem (Mermala)
- Saadlia
- Syouda
- Ziak
- Zouarek